# Cmentarz w Wielopolu

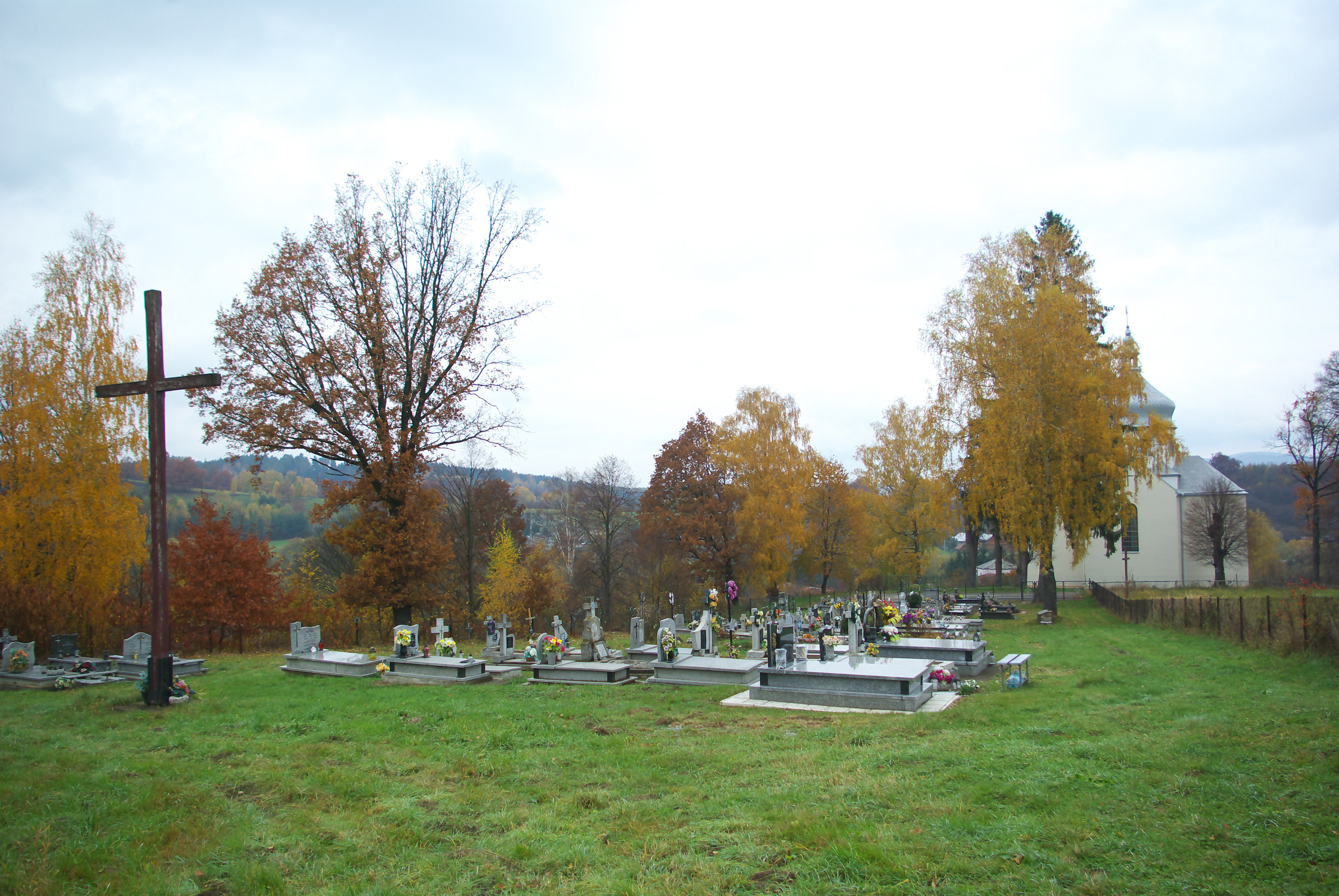
Widok na cmentarz od południa

Cmentarz w Wielopolu – dawny cmentarz greckokatolicki w Wielopolu położony w pobliżu cerkwi św. Archanioła Michała.
Początki obecnej lokalizacji cmentarza sięgają Dekretu Nadwornego cesarza Józefa II Habsburga z 23 sierpnia 1784 roku, w którym nakazywano grzebanie zmarłych w specialnie do tego wyznaczonych miejscach, położonych w oddali od siedzib ludzkich, a nie – jak dotychczas  – wokół budynkach sakralnych.
Najstarszy zachowany na cmentarzu grób pochodzi z 1820 roku. Znajduje się tu również grób rodzinny dawnych właścicieli Wielopola – Łepkowskich (rzymskich katolików).
Od połowy XX wieku cmentarz zaczął tracić swój wyznaniowy charakter. Obecnie zdecydowana większość pochówków odbywa się w obrządku łacińskim.
Na terenie cmentarza krzyż łaciński z drewna dębowego ustawiony tam w 1992 roku z wyrytą nań inskrypcją: W krzyżu cierpienie.